# Church Avenue (stacja metra na Brighton Line)
Church Avenue – stacja metra nowojorskiego, na linii B i Q. Znajduje się w dzielnicy Brooklyn, w Nowym Jorku i zlokalizowana jest pomiędzy stacjami Parkside Avenue i Beverley Road. Została otwarta w 1919.